# Béixec
Béixec es una entidad de población española del municipio de Montellá Martinet, perteneciente a la provincia de Lérida, en la comunidad autónoma de Cataluña. En 2022, tenía empadronados cinco habitantes.